# Ferrocarril en América Central
El transporte ferroviario en América Central consiste en varias líneas de ferrocarril aisladas con servicio de carga o de pasajeros. 
El Ferrocarril del Canal de Panamá fue el ferrocarril transcontinental más antiguo del mundo, que conectaba la Ciudad de Panamá con Colón desde 1855. Otros ferrocarriles en Belice, Guatemala, Honduras, El Salvador, Nicaragua, Costa Rica y Panamá fueron construidos por inversores privados y públicos, principalmente para facilitar el transporte de productos agrícolas locales (plátanos, cocos, café) a mercados de exportación y puertos. Su participación en el mercado y su rentabilidad disminuyeron en la segunda mitad del siglo XX y la mayoría de las líneas se han dado de baja desde fines de la década de 1990. 
A partir de 2018, pocos son los ferrocarriles que operan localmente en Honduras, Costa Rica y Panamá solamente; Todo el transporte ferroviario ha sido suspendido en Belice, El Salvador y Nicaragua. Actualmente en Guatemala existen dos proyectos ferroviarios en construcción, entre ellos el Tren Rápido de Guatemala y el MetroRiel que servirá al Área Metropolitana de Guatemala. Los ferrocarriles que aún funcionan no cruzan las fronteras nacionales. 

## Belice

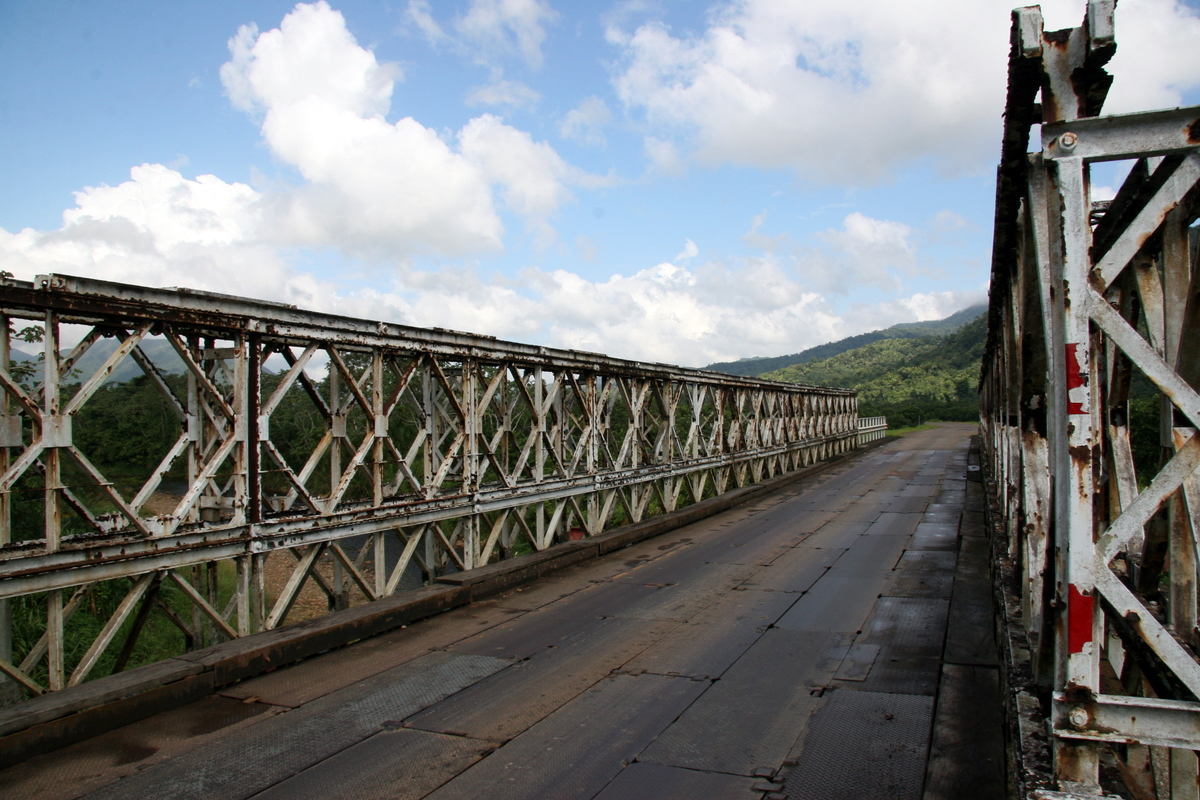
Puente antiguo del ferrocarril a lo largo de la carretera del colibrí en Belice.

No hay ferrocarriles operativos en Belice. Históricamente, la línea principal, el ferrocarril Stann Creek construido por el Sindicato británico de Honduras y luego utilizado por la United Fruit, conectaba la propiedad Middlesex Estate con el puerto Dangriga a lolargo de la actual carretera Hummingbird entre 1913 y 1937. 

## Costa Rica

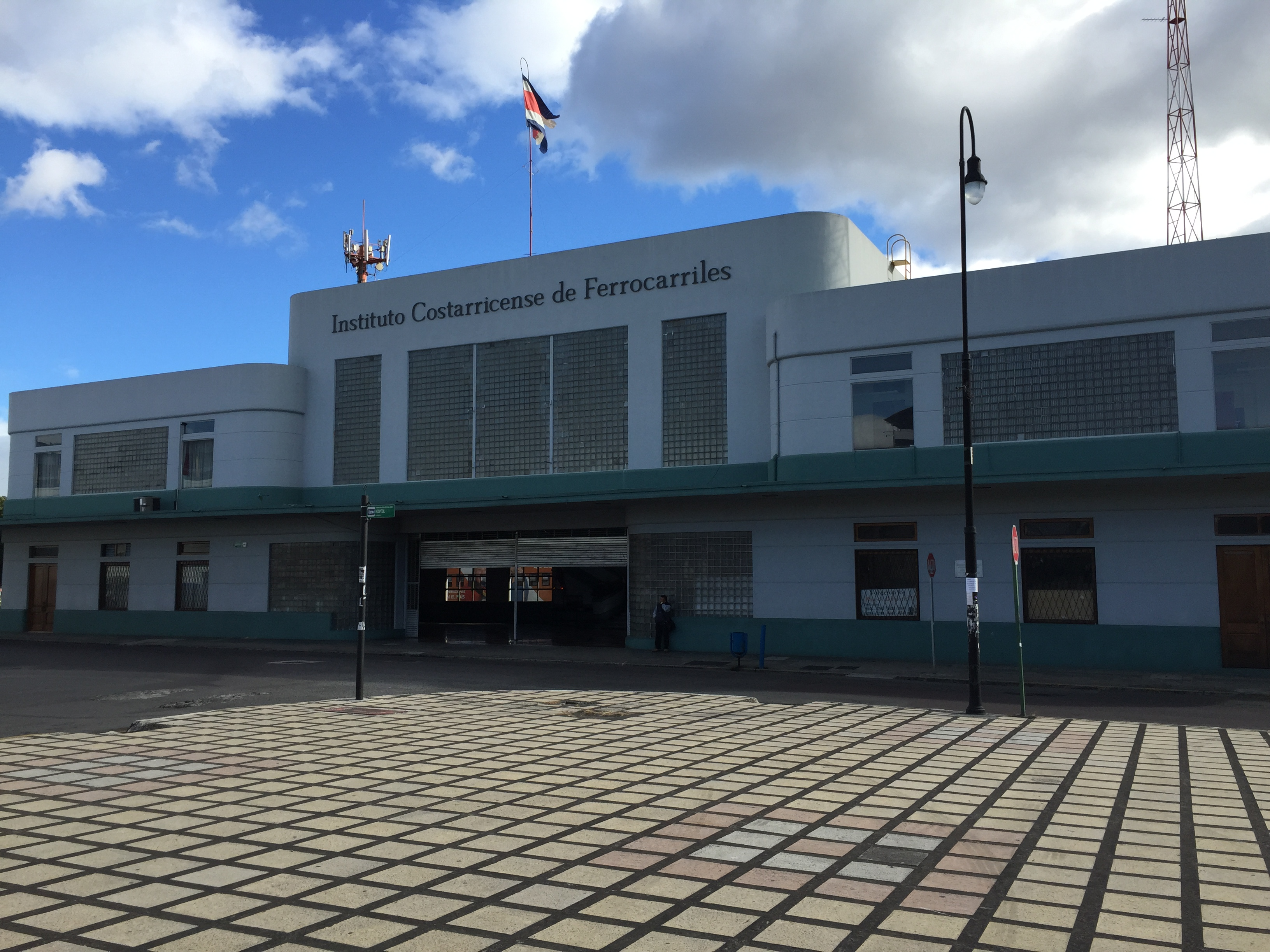
Estación de Tren al Pacífico y oficinas del Instituto Costarricense de Ferrocarriles en San José, Costa Rica.

Los ferrocarriles en Costa Rica son administrados por el Instituto Costarricense de Ferrocarriles, Incofer, y son de 1067 mm (3' 6"), vía estrecha, igual que Honduras y Nicaragua. 
En la actualidad opera el Tren Interurbano en la Gran Área Metropolitana, en los alrededores de San José y hay servicios de trenes de carga localizados en el litoral Caribe, para el movimiento de acero de la empresa ArcelorMittal. Ocasionalmente hay servicios turísticos hacia el Pacífico y Caribe, haciendo uso de los tramos de vía que no han sido abandonados. 
El primer ferrocarril en Costa Rica se abrió en 1873, entre San José y Alajuela. En 1890, llegó el Ferrocarril al Atlántico a la costa atlántica en Puerto Limón. El contratista que construyó el ferrocarril desde San José a Limón fue Minor Cooper Keith. Una concesión de tierras otorgada a Keith para ayudarlo a compensarlo y los inversores se convirtieron en un componente de United Fruit. La construcción del Ferrocarril al Pacífico comenzó en 1897 con el primer tren que llegó a Puntarenas en 1910. En 1926, se tomó la decisión de electrificar las líneas; El primer tren eléctrico llegó a Puntarenas en 1930. 
La red ferroviaria sufrió daños durante un terremoto en 1991 y la operación se suspendió en 1995. En el 2005 se acondicionan las líneas remanentes en el Valle Central para crear el Tren Interurbano.

## El Salvador
Todo el transporte ferroviario en El Salvador se suspendió entre octubre de 2002 y 2007, con la excepción de un tren de pasajeros de corta duración entre San Salvador y Soyapango durante reparaciones de emergencia en un puente de carretera en 2004 - 2005. 
En 2007 se puso en servicio un servicio de pasajeros suburbano operado por FENADESAL entre San Salvador, Ciudad Delgado y Apopa, que realiza de lunes a viernes un viaje de ida y vuelta temprano en la mañana y otro de ida y vuelta durante el pico de la tarde. Su tarifa baja de $ 0,10 lo hace muy popular. Durante 2008 este tren transportó 224,727 pasajeros. Sin embargo, el servicio se suspendió nuevamente en 2013 y hasta la fecha esta inactivo.

## Guatemala

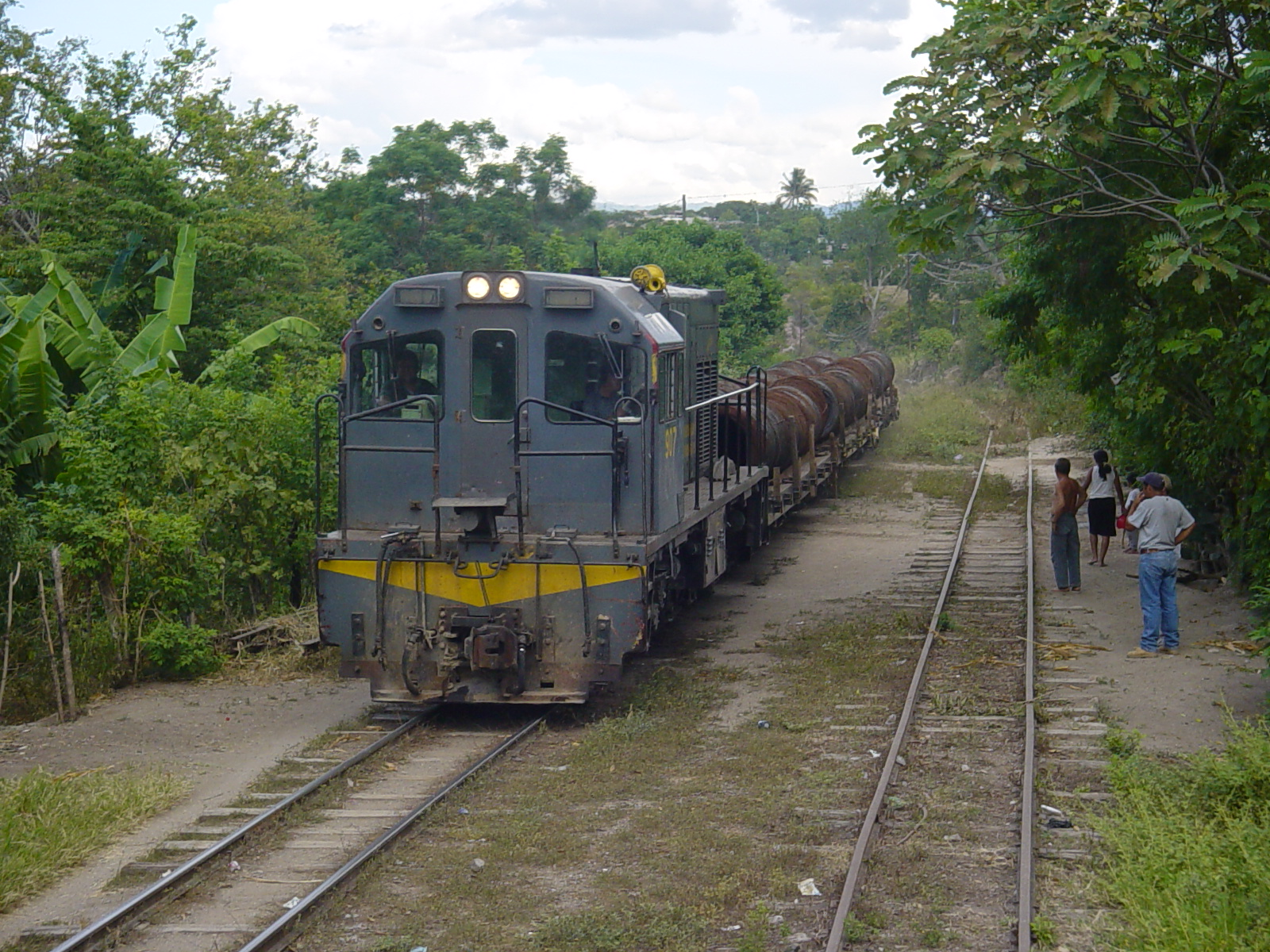
El transporte de carga era el negocio principal de Ferrovías Guatemala.

Guatemala tenía 200 millas (321,9 km)  de operación ferroviaria de 914 mm (3') ferrocarriles de vía estrecha entre la ciudad de Guatemala y Puerto Barrios, administrados por la Corporación de Desarrollo Ferroviario con sede en Estados Unidos como Ferrovías Guatemala. Corrieron trenes de carga regulares y trenes de vapor chárter ocasionales para turistas desde 1999 hasta septiembre de 2007, cuando todas las operaciones se suspendieron luego de un conflicto con el Gobierno de Guatemala. 
Los ferrocarriles se han construido en Guatemala desde 1884. En 1912, la red fue adquirida por United Fruit Company, llamada IRCA y desarrollada para conectar la ciudad de Guatemala con la costa del Pacífico (Puerto San José), la costa atlántica (Puerto Barrios), El Salvador (Anguiatú ), México (Ciudad Tecún Umán - cambio de medidores 1435 mm (4' 81/2")    / 914 mm (3')   ) y otros lugares. En la década de 1950, los ferrocarriles entraron en declive, lo que resultó en la nacionalización (1968, nuevo nombre fue FEGUA - Ferrocarriles de Guatemala) y la suspensión de todos los servicios en 1996. En 1997, el gobierno otorgó una concesión de cincuenta años a la Railroad Development Corporation, que luego reanudó las operaciones en una línea en 1999 y abandonó las operaciones el 30 de septiembre de 2007. 
Además de esta red principal, había otros dos ferrocarriles locales: el Ferrocarril de Los Altos desde la ciudad altense de Quetzaltenango a Retalhuleu y el Ferrocarril Verapaz al noroeste del Lago de Izabal. Se cerraron en 1933 y 1963, respectivamente. El MetroRiel, un sistema de tren ligero para la ciudad de Guatemala se encuentra en construcción actualmente y el Tren Rápido de Guatemala, un nuevo sistema de trenes de carga y pasajeros se encuentra en etapa de planificación. 

## Honduras

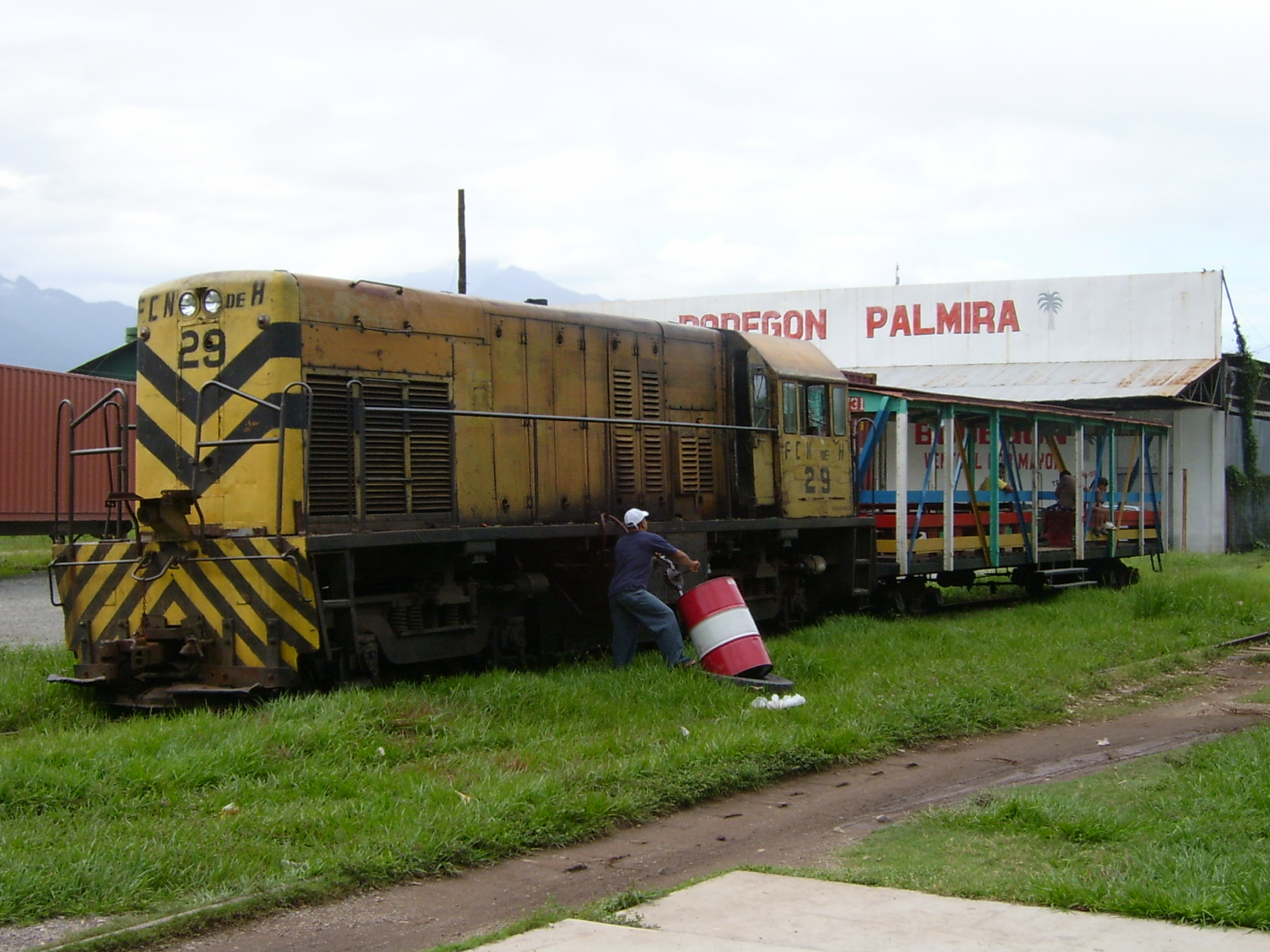
Tren de pasajeros en La Ceiba el 11 de enero de 2005.

Los ferrocarriles en Honduras se han construido en las tierras bajas del norte (Valle de Sula) desde la década de 1880 por dos productores de banano competidores: United Fruit y Standard Fruit. Nunca se extendieron a la capital (Tegucigalpa) o la costa del Pacífico y nunca se unieron a otros países. En 1993, la red combinada tenía 785   km. Todos los ferrocarriles en Honduras son de 1067 mm (3' 6")   . En 2006, tres segmentos separados operaron bajo la administración de FNH - Ferrocarril Nacional de Honduras : 
- San Pedro Sula - Puerto Cortés (50   km, trenes de carga que transportaban principalmente madera) y trenes de pasajeros ocasionales alrededor de San Pedro Sula.
- Ferrocarril de la ciudad en La Ceiba (3   km, transporte de pasajeros entre el centro y un suburbio occidental, Col. Sitramacsa)
- Línea entre La Unión (un pueblo cerca de La Ceiba)[3] y el parque nacional Cuero y Salado (9   km, transporte de cocos a una planta procesadora y de turistas al parque nacional)

## Nicaragua

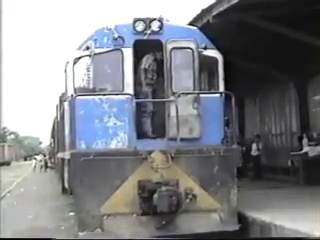
Locomotora Diesel General Electric en el antiguo ferrocarril de Nicaragua

Actualmente no hay ferrocarriles operativos en Nicaragua. La mayoría de las líneas se cerraron en 1993, la última en 2001. 
Los ferrocarriles de vía estrecha en Nicaragua se han construido desde 1878 en la costa del Pacífico. Primero fue una división occidental (de Corinto a Puerto Momotombo en el lago Managua, los pasajeros a Managua tuvieron que cambiarse a un barco de vapor), luego la división oriental de Managua a Granada y finalmente una división central que conecta a estos dos (eliminando así la necesidad de barcos de vapor). En los años siguientes, se construyeron varias sucursales. Hubo intentos de conectar ambas costas, pero todos fallaron; excepto algunas líneas aisladas en el norte, casi toda la red estaba en la cuenca del Pacífico. 

## Panamá

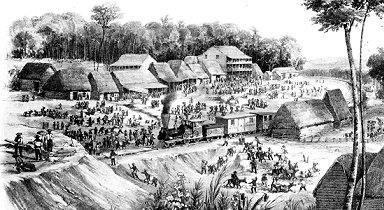
Ferrocarril de Panamá en 1854

El único ferrocarril en funcionamiento en Panamá es el Ferrocarril de Panamá, el ferrocarril intercontinental más antiguo del mundo construido por Estados Unidos como explotación del territorio panameño, actualmente conecta Ciudad de Panamá y Colón con trenes de pasajeros y de carga desde 1855. Proporcionó un enlace de transporte vital entre el este de los Estados Unidos y California a mediados del siglo XIX y se utilizó para la construcción del Canal de Panamá. En 1979, Estados Unidos transfirió el control del ferrocarril a Panamá; en 1998 se privatizó y desde 2000, se ejecuta en 1435 mm (4' 81/2"). Antes de eso corría en 5 pies (1524 mm) ancho ancho.

## Internacional
En 1912 se propuso un ferrocarril intercontinental para conectar América del Norte y del Sur, sin embargo dicho proyecto nunca pudo llevarse a cabo por diferentes conflictos políticos entre los países de la región.
El ferrocarril FERISTSA fue propuesto por The Shaw Group en 2010 para conectar México con Panamá a través de puertos en el camino pero debido a intereses políticos y la corrupción de las Naciones de Centroamérica dicho proyecto nunca fue aprobado, actualmente el grupo a cargo ya no existe y el plan fue descartado.